# Stella Sierra
Stella Sierra (Aguadulce, Coclé, 5 de julio de 1917 - Ciudad de Panamá, 19 de octubre de 1997) fue una poetisa y escritora vanguardista panameña. Hija del Dr. Alejandro Tapia Escobar y la Sra. Antonia Sierra Jaén de Tapia. Queda bajo la custodia de su madre, como resultado del divorcio de sus padres en el año 1922, por lo que ésta la reconoce con el nombre de Stella Sierra.
Realizó estudios primarios en su ciudad natal, trasladándose después a la Ciudad de Panamá donde obtiene el bachillerato en letras y comercio. En 1954 se gradúa de profesora de español en la Universidad de Panamá, estudia Letras y Filosofía.

## Biografía
Ejerció la docencia durante varios años, siendo subdirectora del Departamento de Cultura del Ministerio de Educación de Panamá, donde dirigió la columna Marginaria del Mundo Gráfico e incursionó en la televisión.
Stella Sierra se caracterizó por escribir poesía de raíz pagana y tenía muy en cuenta lo hispánico desde el punto de vista formal. Sus poesías contienen motivos amorosos y de pasión, los cuales son inspirados por la naturaleza y las ganas de gozar la vida. Además, ella utilizaba un lenguaje de dignidad pura y mucha estética. Su estilo era formal, tropical y pagano.
Publicó su primer libro de poesías en 1939 y entre 1942 y 1943 ganó el 1.er. premio del Concurso Ricardo Miró en la sección de poesía. Editó muchos libros tanto nacional como internacionalmente en países como Argentina, México y hasta en Europa.
Realizó viajes a Francia, Italia y España, en donde un grupo de poetas le rindieron homenaje a su trabajo. También estuvo en Costa Rica, Puerto Rico, Guatemala, Estados Unidos y Bahamas.
Durante su estadía en España un poeta, a través de la radio, exaltó a la poetisa y su obra. Además, el Instituto de Cultura Histórica, de Madrid, recolectó un homenaje que le hicieron los poetas españoles. También, "Cuadernos Hispanoamericanos" publicó su poesía como homenaje, bajo el título Cinco Poemas. Muchos escritores hispanoamericanos han escrito sobre su obra. La Unión Nacional de Mujeres de Panamá patrocinó un homenaje al haber ganado el Concurso Literario del Uruguay.
Como poetisa obtuvo su primera obra en 1938 cuando compuso el Himno de la Universidad de Panamá. En 1942, ganó el primer lugar del Concurso Ricardo Miró con su colección de poemas Sinfonía Jubilosa en Doce Sonetos. Le siguieron, Canciones de Mar y Luna (1944), Palabras sobre poesía (1948), que fue un folleto de ensayo; Libre y cautiva (1949), su máxima obra poética; Cinco poemas, resultado de sus viajes por Europa; Poesía (1962), antología poética editada por el gobierno de El Salvador; Presencia del recuerdo (1965); Agua Dulce (1970), libro en prosa que relata su niñez. Con su poema Himno para la glorificación de Franklin Delano Roosevelt, obtuvo medalla de oro en un concurso literario en Uruguay.
Su poesía es rica en metáforas e imágenes y una buena parte de ella se encuentra en valiosas antologías nacionales e internacionales. También se entregan premios en su honor